# 密会〜アムロとララァ
『密会〜アムロとララァ』（みっかい アムロとララァ）は、富野由悠季の小説。アニメーション『機動戦士ガンダム』のダイジェスト版となっており、ララァ・スンを中心に本編主人公のアムロ・レイとララァの庇護者であるシャア・アズナブルの関係が活字によって描かれている。ガンダムの生みの親でもある富野自身が「将来、このノベルスはTV版、映画版の『機動戦士ガンダム』の原作であると評論されるようになるでしょう」と、あとがきを切り出している（スニーカー文庫版のみ）。
1997年に角川mini文庫（角川書店）から上下巻同時に刊行された。その際、表紙には『密会』のタイトルの横に小さく「アムロとララァ」と書かれているが、背表紙および巻末の題名は『密会』のみであった。現在は角川スニーカー文庫から全1巻で刊行されている。mini文庫版の表紙イラストは木崎ひろすけが、スニーカー文庫版はNOCCHIが表紙と本文挿絵を担当している。

## 概要
ガンダムシリーズの生みの親である富野由悠季がアニメ『機動戦士Vガンダム』（1993年 - 1994年）以来3年ぶりに手がけたガンダム作品であり、謎に包まれていたララァの過去を描いたという点でガンダムファンの注目を集めた。また、冒頭や作中の描写ではニュータイプ論についても触れているのも特徴といえる。刊行時期が翌年に放映されたアニメ『ブレンパワード』の準備期間ということもあり、病気のためアニメ製作の第一線から退いていた富野のリハビリ作としての意味合いもある。

## あらすじ
舞台は宇宙世紀0079年、地球連邦軍とジオン公国軍の戦争（一年戦争）の最中。ガンジス川流域の娼館から脱走した少女ララァ・スンは、ジオン軍の将校シャア・アズナブルに身請けされる。シャアはララァにニュータイプとしての素養を見出し、宇宙で彼女の能力を試そうとする。一方、なりゆきで連邦軍のMSパイロットになってしまった少年、アムロ・レイは補給のために寄港したスペースコロニー群サイド6でララァと出会うのであった…。

## 登場人物
詳細は該当項目を参照のこと。基本的にアニメ版と同じ性格・行動である。
アムロ・レイ
主人公。なりゆきから連邦軍の軍艦「木馬」所属のMSパイロットとなる。戦いの中でニュータイプとしての素養に目覚め、偶然出会ったララァと惹かれあう。本作では性的なことについての心理描写が多い。
ララァ・スン
ヒロイン。本作全体の象徴でもある。娼館に身を置いていたが、その感受性を評価したシャアに身請けされ、宇宙に上がる。高いニュータイプ能力の持ち主であり、アムロと通じ合うものがあったが、それが彼女たちに悲劇を招くこととなる。
シャア・アズナブル
「赤い彗星」の異名を持つジオン軍の若き将校。階級は少佐（途中から大佐）。ガルマ・ザビ戦死の懲罰により干されていた際にララァと出会い、その感性を評価して彼女を身請けする。アムロとは度々交戦した因縁の仲であり、ララァと交感する彼に嫉妬する。
セイラ・マス
アムロと同様になりゆきで連邦軍のパイロットになった女性。シャアとは意外な繋がりがある。本作は劇場版の設定で描かれているためか、搭乗するのはGファイターではなくコア・ブースター。
ブライト・ノア
連邦軍の士官候補生だったが、正規のクルーを喪った軍艦（作中ではクルーザー扱い）「木馬」の指揮を執る羽目になる。神経質だが実戦経験を積むに従い優秀な指揮官となる。操舵手を務めるミライ・ヤシマに好意を寄せている。
カイ・シデン
元民間人で木馬のMSパイロット。アニメ同様にシニカルな性格。ちなみにハヤト・コバヤシの出番はほとんど無い。
ミライ・ヤシマ
木馬の操舵手で元は民間人。落ち着いた性格でブライトを補佐する。アニメ同様にニュータイプ的な素養をのぞかせる。

## メカニック
登場するMSや艦艇はアニメ版と同じであるが、ジオン視点なので、連邦側MSの名称は明らかにされない。詳細は該当項目を参照のこと。
- ガンダム‐作中では「白いモビルスーツ」「白い機体」と呼称。
- ガンキャノン‐作中では「赤いモビルスーツ」「キャノン・タイプ」と呼称。カイ機とハヤト機の2機が登場。
- コア・ブースター‐セイラ機とスレッガー機が登場。
- シャア専用ザク‐作中では「赤い巨人」と呼称。冒頭でララァを身請けして宇宙に上がる際に使用した。なお量産タイプはアニメ同様に「ザク」と表記される。
- シャア専用ゲルググ‐会話ではゲルググと呼ばれるが、それ以外では「赤いモビルスーツ」「赤の機体」と表記される。
- エルメス‐アニメ同様にアムロたちからは「とんがり帽子」「チューリップ」と呼称される。
- ジオング‐活躍はアニメと同じでガンダムと相討ちになる。
- ホワイトベース‐作中では「木馬」と呼称。
- ザンジバル‐シャアが指揮する巡洋艦。作中では、この艦を受領したことがララァとの出会いに繋がったとシャアが語っている。

## 書籍
- 密会〜アムロとララァ　上巻・下巻（角川mini文庫）
- 密会〜アムロとララァ（角川スニーカー文庫） ISBN 978-4044101534